# Grupo de estudio (serie de televisión)
Grupo de estudio (en hangul, 스터디그룹; romanización revisada, Seuteodigeurup) es una serie de televisión web surcoreana escrita por Eom Seon-ho y Oh Bo-hyun, dirigida por Lee Jang-hoon y Yoo Beom-sang, y protagonizada por Hwang Min-hyun, Han Ji-eun, Cha Woo-min, Lee Jong-hyun, Shin Su-hyun, Yoon Sang-jung y Gong Do-yu. Se emite en la plataforma TVING del 23 de enero al 20 de febrero de 2025.

## Sinopsis
Grupo de estudio es un cómico drama de acción ambientado en una escuela de educación secundaria (la Escuela Secundaria Técnica Yuseong, la peor escuela del mundo) en el que Yoon Ga-min, que quiere estudiar bien pero solo tiene talento para pelear, forma un grupo de estudio con el objetivo de aprobar los exámenes de ingreso en la universidad.

## Reparto

### Principal
- Hwang Min-hyun como Yoon Ga-min, el jefe del grupo de estudio que centra todos sus talentos en las habilidades de combate, pero más que nada necesita estudiar con el objetivo de entrar en la universidad. Y ello, aunque no tiene ningún interés en el estudio, como prueba que sea el penúltimo estudiante por notas de los 280 que tiene la escuela.[1][2][3]

- Han Ji-eun como Lee Han-kyung, profesora temporal de la escuela, que sueña con cambiarla, y que apoya el grupo de estudio, pero al tiempo guarda un secreto.[1][4][5]

- Cha Woo-min como Pi Han-wool, el número uno en la escuela secundaria técnica de Yuseong. Es hijo de Pi Yeon-baek, el líder de la banda de matones Yeonbaek.[6][7][8]

- Lee Jong-hyun como Kim Se-hyun, el estudiante que queda segundo en la escuela y se convierte en el primer miembro del grupo de estudio.[6][7][9]

- Shin Su-hyun como Lee Ji-woo, que tiene una debilidad en el equipo debido a su hermano menor gemelo. Valora la amistad más que nada y tiene una personalidad que no tolera la injusticia.[6][7][10]

- Yoon Sang-jung como Choi Hee-won, estudiante recientemente transferida a la escuela, es la mejor amiga de Ji-woo.[6][7]

- Gong Do-yu como Lee Jun, el autoproclamado segundo al mando del grupo de estudio. Se unió al grupo de estudio cuando ve que Ga-min es bueno peleando.[6][7]

### Secundario

#### Estudiantes de la escuela secundaria técnica Yuseong
- Hong Min-gi como Park Geon-yeop, un estudiante lleno de carisma y encanto personal.[11][12]
- Baek Seo-hoo como Ma Min-hwan. Es uno de los ejes del mal en la escuela, un villano que es el ayudante más cercano de Pi Han-woo, quien está en conflicto con la profesora Lee Han-kyung.[13][14]
- Joo Yeon-woo como Kim Soon-chul, estudiante de tercer año de Yuseong. Tiene pasión por estudiar, pero tomó el camino equivocado, y ahora es el guardaespaldas de Pi Han-woo.[15]

- Kim Young-ah como Jeon Mi-hyeon/Mo Ga-min, la madre de Ga-min, al que consuela diciéndole que las calificaciones académicas no son importantes. Es directora de la Asociación de Taekwondo de Corea.[16][17]

- Lee Kwang-hee como Do-hoon, un estudiante de primer año en la escuela, que ayuda a Park Geon-yeop, que está luchando por encontrar al verdadero asesino de su madre.[18]

- Seo Min-je como Kang Tae-oh.
- Park Yun-ho como Lee Hyun-woo, estudiante de primer curso y hermano gemelo de Lee Ji-woo.
- Kwon Hyung-seok como Lee Dae-cheol, un estudiante que se opone a Yoon Ga-min.[19]

- Seo Dong-gyu, un estudiante que choca con Yoon Ga-min.[20]

#### Otros estudiantes
- Lee Dong-hoon como Seo Yoo-bi.
- Morgan Hoo como Guk Gwan-woo, un estudiante de secundaria que es la fuerza principal de Han-woo.[21][22]

#### La banda Yeonbaek
- Lim Ji-sub como Anti, examigo de Jun y miembro de la banda Yeonbaek.[23]
- Kang Yoon como Chae Seon-ho, un oponente del grupo de estudio, que está a cargo de la educación del ejército permanente de la banda Yeonbaek.[24][25]

#### Otros
- Shim Woo-sung como Na Tae-man, un detective que ayuda a Yoon Ga-min.[26][27]
- Jung Jae-sung como el autoritario subdirector de la escuela, fuerte con los débiles y débil con los fuertes (episodios 1-2).[28][29]
- Kim Young-woong como el padre de Se-hyeon (episodio 1).[30]
- Han Jung-hoon como Min-cheol.
- Kwon Hyung-seok como Lee Dae-cheol.
- Benjamin Jiyong Kang.
- Lee Ryu-min.
- Mo Geon-hu como Gook Gwan-woo, estudiante de primer año en la escuela secundaria Heukchang, miembro de la banda Yeonbaek.
- Lee Woong-jae como Yoo Jun-min.
- Jang Joo-young como Kim Ho-min.

### Apariciones especiales
- Yoo In-soo como Choo Jae-hwang, estudiante de segundo curso de la escuela Yuseong.[31]
- Lee Jong-hyuk como Pi Yeon-baek, el padre de Han-wool, y jefe de la banda Yeonbaek (episodio 1).[31]
- Kim Min como Oh Jang-ho, reclutador de Yeonbaek (episodios 3-4).[32]
- Kim Jung-young como Oh Jung-hwa, exprofesora de la escuela Yuseong y madre de Park Geon-yeop (episodio 4).[33]
- Jeon Moo-song como el abuelo de Soon-chul, que está ingresado en el mismo hospital que la madre de Ga-min.[34]

## Banda sonora original
| Parte | Fecha de publicación                                                                 | Título                                                                               | Letra                                                                                | Música                                                                               | Artista                                                                              | Dur.                                                                                 | Ref.                                                                                 |
| ----- | ------------------------------------------------------------------------------------ | ------------------------------------------------------------------------------------ | ------------------------------------------------------------------------------------ | ------------------------------------------------------------------------------------ | ------------------------------------------------------------------------------------ | ------------------------------------------------------------------------------------ | ------------------------------------------------------------------------------------ |
| 1     | 24 de enero de 2025                                                                  | «Back Packer»                                                                        | Choi Jae-gyu                                                                         | Lee Kwan-hyung, Choi, Jeon Hae-jeong                                                 | Seok Matthew, Park Gun-wook (Zerobaseone)                                            | 2:57                                                                                 | [ 35 ]                                                                               |
| 2     | 30 de enero de 2025                                                                  | «Hollo»                                                                              | Choi Jae-gyu                                                                         | Lee Kwan-hyung, Choi, Jeon Hae-jeong                                                 | Bang Ye-dam                                                                          | 3:46                                                                                 | [ 36 ]                                                                               |
| 2     | 30 de enero de 2025                                                                  | «Hollo» (drama version)                                                              | Choi Jae-gyu                                                                         | Lee Kwan-hyung, Choi, Jeon Hae-jeong                                                 | Bang Ye-dam                                                                          | 4:09                                                                                 | [ 36 ]                                                                               |
| 3     | 6 de febrero de 2025                                                                 | «Hood»                                                                               | Choi Jae-gyu                                                                         | Lee Kwan-hyung, Choi, Jeon Hae-jeong                                                 | Haon                                                                                 | 3:08                                                                                 | [ 37 ]                                                                               |
| 4     | 13 de febrero de 2025                                                                | «Let's do this»                                                                      | Choi Jae-gyu                                                                         | Lee Kwan-hyung, Choi, Jeon Hae-jeong                                                 | Hanjun, Robin y Eddie (N.SSign)                                                      | 2:41                                                                                 | [ 38 ]                                                                               |
| Notas | Las canciones de la banda sonora tienen una versión instrumental de igual duración . | Las canciones de la banda sonora tienen una versión instrumental de igual duración . | Las canciones de la banda sonora tienen una versión instrumental de igual duración . | Las canciones de la banda sonora tienen una versión instrumental de igual duración . | Las canciones de la banda sonora tienen una versión instrumental de igual duración . | Las canciones de la banda sonora tienen una versión instrumental de igual duración . | Las canciones de la banda sonora tienen una versión instrumental de igual duración . |

## Producción
Grupo de estudio es una coproducción de Studio Dragon con la productora de webtoon YLab. Ambas compañías firmaron un contrato en octubre de 2023 para este fin, valorado en 11 300 millones de wones. La producción fue elegida, junto a a otras veintiséis entre series de ficción, programas de entrtenimiento y documentales, por el Ministerio de Cultura, Deportes y Turismo y la Agencia de Contenidos Creativos de Corea, dentro de un programa de promoción y apoyo económico para contenidos transmitidos en línea. La serie está basada en un popular webtoon homónimo serializado desde 2019, escrito por Shin Hyeong-wook, ilustrado por Yoo Seung-yeon y producido por YLab. Es el primer guion de Eom Seon-ho y Oh Bo-hyeon, y la dirección corre a cargo de Lee Jang-hoon, que dirigió las películas Be with you (2018) Miracle: Letters to the President (2021), y que debuta en televisión con esta obra.
Grupo de estudio es la primera de un buen número de producciones basadas en webtoons que se lanzarán a lo largo de 2025. Cuando han pasado a la televisión, los webtoons que han demostrado ser populares han logrado siempre buenos índices de audiencia; por otra parte, las productoras de webtoons están entrando directamente en la transposición televisiva de sus obras, tratando de multiplicar su efecto. Es este precisamente el caso de YLab con Grupo de estudio, que, pese a alguna interrupción en las entregas, a finales de 2024 seguía siendo el undécimo en popularidad entre los webtoons de los sábados de Naver Webtoon. Otras series programadas a lo largo del año son Héroes de guardia (Netflix), The Witch (Channel A), Barney and Oppas (MBC) y He's a Black Flame Dragon (tvN).
En agosto de 2023 la agencia Pledis Ent. anunció que su afiliado Hwang Min-hyun había sido elegido para la serie, cuyo rodaje estaba programado para la segunda mitad del año. En septiembre la productora confirmó los nombres de los protagonistas: Hwang Min-hyun, Han Ji-eun, Cha Woo-min, Lee Jong-hyun, Shin Soo-hyun, Yoon Sang-jung y Gong Do-yu. Para el primero, se trata de su último papel antes de alistarse para el servicio militar. Aunque en principio la emisión estaba prevista para el segundo semestre de 2024, se retrasó a enero de 2025.
El 12 de diciembre de 2024 TVING lanzó un cartel y un vídeo de avance de la serie. Un nuevo cartel y otro tráiler se publicaron el 6 de enero de 2025. Siete días después lanzó un cartel de grupo y el avance principal, y al día siguiente distribuyó algunos fotogramas de los personajes.

## Recepción
La serie ocupó el primer lugar en número de nuevos suscriptores de TVING en su segunda semana desde su lanzamiento. Según Good Data Corporation, quedó en séptima posición en la encuesta de actualidad de la categoría de series televisivas en línea durante la primera semana de febrero. Según Kinolights, una plataforma integrada de búsqueda de contenido OTT, ocupó también el séptimo lugar en la clasificación de contenido integrado esa misma semana.
La audiencia global también fue muy amplia. Según la plataforma Rakuten Viki, Grupo de estudio ganó popularidad en el extranjero, ubicándose entre las cinco mejores semanales en 143 países, incluidos EE. UU., Brasil, el Reino Unido, Francia, India y los Emiratos Árabes Unidos, todo ello una semana después de su lanzamiento.